# پرداخت به ازای مشاهده
پرداخت به ازای مشاهده (CPI) یا پرداخت به ازای هزار مشاهده (CPM)، واژه‌ای است که در تبلیغات رسانه‌ای کاربرد دارد. همان‌طور در تبلیغات آنلاین و بازاریابی وب به کار برده می‌شود. هزینه به ازای مشاهده به تبلیغات تجاری و بازاریابی آنلاین یا کمپین‌های ایمیل مارکتینگ اشاره دارد. این تبلیغات به صورت پرداخت تبلیغ کنندگان به ازای دفعات نمایش تبلیغ است. CPI به هزینه متحمل شده به ازای مشتریان بالقوه‌ای است که تبلیغ را مشاهده می‌کنند. در حالی که CPM به پرداخت به ازای هر هزار مشتری که تبلیغ را مشاهده می‌کنند اشاره می‌کند. CPM همان پرداخت به ازای مایل است. فقط مایل به هزار مشاهده تبدیل شده‌است.

## هدف
پرداخت به ازای مشاهده، همراه با اصطلاحات هزینه به ازای کلیک و هزینه به ازای سفارش، برای ارزیابی تأثیرات و فایده‌های تبلیغات آنلاین هستند. CPI یک تبلیغات استراتژی آنلاین است که برای رسانه‌هایی مانند تلویزیون و رادیو که بر اساس مشاهده بینندگان تخمین زده می‌شوند به کار برده می‌شود. CPI یک اندازه‌گیری قابل رقابت را برای اینترنت با سایر رسانه‌ها فراهم می‌کند.

### مشاهده در مقابل نمایش صفحه
مشاهده نتیجه نمایش یک آگهی به کاربر است تا اینکه بخواهد یک صفحه وب‌سایت را به کاربر نمایش دهد. یک صفحه وب‌سایت ممکن است شامل چندین تبلیغ باشد. در این موارد، مشاهده یک صفحه ممکن است نتیجه مشاهده یک تبلیغ برای هر نمایش تبلیغ بوده باشد. برای شمارش تعداد نمایش آگهی ممکن است دقت صورت نگیرد و تقلب به وجود بیاید. یک سرور تبلیغاتی ممکن است کم‌کیفیت باشد و صفحاتی که مثلاً رفرش می‌شوند را در نظر نگیرد و یک شماره یه تعداد نمایش آگهی بیفزاید. وقتی نرخ تبلیغات به عنوان CPM یا CPI در نظر گرفته می‌شود، باید مقدار پرداخت دقیقاً مطابق با نمایش هزار بار به کاربران باشد.

## ساختار
پرداخت به ازای نمایش نشات گرفته از پرداخت برای آگهی و تعداد نمایش است.
هزینه به ازای نمایش ($) = پرداخت برای تبلیغات ($) / تعداد نمایش (#)
پرداخت به ازای نمایش گاهی با نام پرداخت به ازای هزار نمایش (CPM) گفته می‌شود تا راحت‌تر بتوان این اعداد را مدیریت کرد.